# Recitativ
Recitativ či italsky recitativo je styl zpěvu, používaný především v operách, oratoriích a kantátách, při němž pěvec napodobuje rytmus běžné řeči. Rozlišují se různé typy recitativu, například recitativo secco („suchý“) doprovázený pouze continuem nebo recitativo accompagnato („doprovázený“) s doprovodem orchestru. Jako (liturgický) recitativ se také někdy označují jednoduché nápěvy gregoriánského chorálu používané pro biblická čtení a modlitby.